# Osório
Osório là một đô thị thuộc bang Rio Grande do Sul, Brasil. Đô thị này có diện tích 663,267 km², dân số năm 2007 là 39294 người, mật độ 59,24 người/km².